# Elin Wingqvist-Renck
Elin Sofia Wingqvist-Renck, född 15 november 1895 i Piteå landsförsamling, död 15 april 1975, var en svensk psykiater. Hon var dotter till Per Wingqvist och mor till Hans Renck och farmor till Johan Renck (Stakka Bo).
Efter studentexamen i Uppsala 1914 blev Wingqvist medicine kandidat 1918 och medicine licentiat vid Uppsala universitet 1924. Hon tjänstgjorde som hospitalsläkare av andra klassen vid Strängnäs, Kristinehamns och Uppsala hospital 1924–1930 samt överläkare vid Sundby sjukhus i Strängnäs 1931–1960. Hon tilldelades medaljen Illis Quorum av åttonde storleken 1946. Wingqvist-Renck är begravd på Gamla kyrkogården i Strängnäs.